# Engelsbach (Aisch)
Der Engelsbach ist ein knapp 5 km langer Bach im mittelfränkischen Landkreis Neustadt an der Aisch-Bad Windsheim. Das Gewässer fließt überwiegend im Gemeindegebiet von Gutenstetten und mündet nach südöstlichem Lauf östlich von dessen Kirchdorf Reinhardshofen von links in die Aisch.

## Geographie

### Verlauf
Der Engelsbach entsteht auf etwa 342 m ü. NHN in einem kleinen Waldstück östlich des Ortes Neuebersbach in der Gemeinde Münchsteinach in Mittelfranken. 
Nach der Quelle fließt der Bach in östlicher Richtung an einem für diese Region typischen Fischweiher vorbei. Danach durchquert er ein kleines Wiesenstück, um anschließend ein längeres Waldstück zu durchkreuzen. In diesem Bereich stößt von Westen kommend ein Graben hinzu, der vor allem im Herbst Wasser führt. Im weiteren Verlauf wechseln sich Wald- und Wiesenlandschaften ab. Anschließend wechselt der Bach seine Richtung und fließt nun strikt nach Süden. Daraufhin münden, wieder von Westen kommend, einige wasserärmere Gräben in den Engelsbach ein. Der nun parallel zur Straße NEA 12 verlaufende Bach fließt daraufhin ca. 0,5 km östlich am Ort Rockenbach vorbei, um anschließend den Ort Bergtheim zu durchlaufen, wo unzählige weitere kleinere Fischweiher liegen, die der Bach mit Wasser speist. Nach dem Ortsausgang befindet sich östlich vom Gewässer der ca. 326 m ü. NHN hohe Roßkopf. An der Westseite des Bergs entspringen mehrere Gräben, die nach nur kurzem Lauf in den Engelsbach münden. Daraufhin zieht der Bach, der weiterhin parallel zur Straße NEA 12 verläuft, östlich am Heidelberg vorbei, um anschließend ebenfalls östlich den Ort Reinhardshofen zu passieren. 
Der 4,9 km lange Lauf des Engelsbachs endet etwa 61 Höhenmeter unterhalb der Quelle, zwischen den Orten Reinhardshofen und Rappoldshofen, er hat somit ein mittleres Sohlgefälle von ungefähr 12 ‰.

### Einzugsgebiet
Das 7,9 km² große Einzugsgebiet des Engelbaches liegt im südlichen Steigerwald. Es entwässert über die Aisch, die Regnitz, den Main und den Rhein zur Nordsee.
Das Einzugsgebiet grenzt
- im Nordosten an das des Weisach, die ebenfalls in die Aisch mündet
- im Südosten an das des Aischzufluss Kümmelbach
- im Südwesten an das unmittelbare der Aisch
- und im Nordwesten an den Aischzufluss Steinach.

Das Einzugsgebiet ist landwirtschaftlich geprägt.

### Zuflüsse
Angegeben ist jeweils die Länge und das Einzugsgebiet des Zuflusses sowie sein Mündungsort und seine Mündungshöhe. Andere Quellen für die Angaben sind vermerkt. Die ersten zwei Werte wurden in der Regel abgemessen.
| Name              | Lage   | Länge [in km] | EZG [in km²] | Mündungs- ort                         | Mündungs- höhe [m. ü. ŇHN] |
| ----------------- | ------ | ------------- | ------------ | ------------------------------------- | -------------------------- |
| Pirkachshofgraben | links  | ca. 01,37     |              | südöstlich des Pirkachshofs           | 329                        |
| Rockenbachgraben  | links  | ca. 01,12     |              | nördlich von Rockenbach               | 319                        |
| Bergtheimgraben   | links  | ca. 00,90     |              | am südwestlichen Rand von Bergtheim   | 310                        |
| Roßkopfgraben     | rechts | ca. 00,49     |              | südlich von Bergtheim                 | 298                        |
| Heidelbergraben   | links  | ca. 01,57     |              | zwischen Bergtheim und Reinhardshofen | 292                        |

### Orte und Gemeinden
Ortschaften am Lauf mit ihren Zugehörigkeiten.
- Markt Münchsteinach
  - Pirkachshof (Dorf)
- Markt Gutenstetten
  - Rockenbach (Dorf)
  - Bergtheim (Dorf)
  - Reinhardshofen (Dorf)
  - Rappoldshofen (Dorf)

### BayernAtlas („BA“)
Amtliche Online-Gewässerkarte mit passendem Ausschnitt und den hier benutzten Layern: Karte von Lauf und Einzugsgebiet des Engelsbachs

Allgemeiner Einstieg ohne Voreinstellungen und Layer: BayernAtlas der Bayerischen Staatsregierung (Hinweise)
1. 1 2 3  Höhe abgefragt auf dem Hintergrundlayer Amtliche Karte (Rechtsklick).
2. 1 2  Länge abgemessen auf dem Hintergrundlayer Amtliche Karte.
3. 1 2  Einzugsgebiet abgemessen auf dem Hintergrundlayer Amtliche Karte.